# 宮 パレス2〜恋におちた女官〜
『宮 パレス2〜恋におちた女官〜』（パレス2 こいにおちたにょかん、原題：宮鎖珠簾）は、2012年の中国のテレビドラマ。全37話。主演はミッキー・ホー、ユエン・シャンシャン、ドゥー・チュン、舒暢、張嘉倪、王陽。

## 登場人物

### 主要人物
雍正帝
演 - ミッキー・ホー

孝聖憲皇后
演 - ユエン・シャンシャン

允礼
演 - ドゥー・チュン
果親王
薄海棠/薄牡丹
演 - 舒暢

純懿皇貴妃
演 - 張嘉倪
雍正帝の妃
李衛
演 - 王陽

### その他
謙妃
演 - 楊蓉
雍正帝の妃
宋懋嬪
演 - 白冰
雍正帝の妃
嘉嘉格格
演 - 海陸

孝敬憲皇后
演 - 孫菲菲

勤妃
演 - 恬妞

允禧
演 - 陳暁

蓉児
演 - 姜瑞佳

允禵
演 - 魏千翔

乾隆帝
演 - 陳旭

小格格
演 - 趙靖羽

蘇培盛
演 - 包貝爾
大太監
百合
演 - 趙麗穎
妓女、刺客
曾静
演 - 郝子銘

札蘭泰
演 - 馬文龍

李慶喜
演 - 孫堅
太監
盼春
演 - 王琳

二嬤
演 - 茹萍

阿霊阿
演 - 湯鎮業
嘉嘉の父
双喜
演 - 王双
侍女
双双
演 - 呂佳容

冰雁
演 - 夏陽
侍女
允禩
演 - 馮紹峰

郭絡羅氏/花影
演 - 楊冪
允禩の妻
凌柱
演 - 周紹棟

文月
演 - 薛佳凝

薄雲
演 - 米雪

張廷玉
演 - 沈保平

張廷玉の妻
演 - 李湘

雪珍
演 - 曾甄

李斉妃
演 - 李曼

康熙帝
演 - 湯鎮業

孝恭仁皇后
演 - 劉雪華

演 - 高梓淳

## 挿入歌
| #  | タイトル                     | 作詞 | 作曲 | 歌手                 |
| -- | ---------------------------- | ---- | ---- | -------------------- |
| 1. | 「愛的供養」(オープニング曲) | 于正 | 譚旋 | 何晟銘、杜淳         |
| 2. | 「佛説」(エンディング曲)     | 于正 | 譚旋 | 何晟銘               |
| 3. | 「相思曲」(挿入歌)           | 于正 | 譚旋 | 張嘉倪、袁姍姍、舒暢 |